# Édouard Georges Delacroix
Edouard Georges Delacroix (Montrouge, 24 de enero de 1858 - 1 de noviembre de 1907) fue un naturalista, y micólogo francés.

## Algunas publicaciones
- 1890. La maladie du pied du blé causée par l'Ophiobolus graminis Sacc. Bul. Soc. Mycol. France 6: 110- 113
- 1890. Quleques espèces nouvelles de champignons inférieures [concl.]. Bull. Société Mycologique de France 6: 181-184
- 1892. Espèces nouvelles observées au Laboratoire de Pathologie végétale. Bull. Société Mycologique de France 8: 191-192
- 1897. Quelques espéces nouvelles. Bulletin Société Mycologique de France 13: 114-127.
- 1901. La maladie des oeillets d’Antibes. Annales de l’Institute Nat. Agron. Nancy 16: 1-43.
- e.e. Prillieux, e.g. Delacroix. 1889. Quelques champignons parasites nouveaux ou peu connus. Bull. Société Mycologique de France 5: 125-127
- ---------------, ----------------. 1891. La nuile, maladie des melons, produite par le Scolecotrichum melophthorum nov. sp. Bull. Société Mycologique de France 7 (1): 218-220
- ---------------, ----------------. 1893. Travaux de Laboratoire de Pathologie Végétale. Bull. Société Mycologique de France 9: 269-274, 1 plancha
- ---------------, ----------------. 1894. Travaux de Laboratoire de Pathologie Végétale. Bull. Soc. Mycol. France 10: 82-87, 1 plancha

### Libros
- edouard georges Delacroix, andré Maublanc, édouard ernest Prillieux. 1915. Maladies des plantes cultivées dans les pays chauds. Ed. Augustin Challamel. 592 pp.
- 1894. Contribution à l'étude des endocardites gonococciques. Méd.-Paris. 52 pp.

## Reconocimientos
- Miembro de la Société Botanique de France